# Berjah
Berjah (albanska: Berjah, serbiska: Berjak) är en by i Kosovo. Den ligger i kommunen Gjakova. Enligt den senaste folkräkningen år 2011 fanns det 154 invånare.

## Demografi
| Demografi | 2011 |
| --------- | ---- |
| albaner   | 153  |
| okänt     | 1    |